# 藤川整斎
藤川 整斎（ふじかわ せいさい、寛政3年（1791年） - 文久2年9月22日（1862年11月13日））は、江戸時代後期の武士（沼田藩士）、直心影流藤川派の剣術家。通称は始めは鵬八郎、後に弥次郎右衛門に改める。諱は貞近、後に貞（ただし）に改める。整斎は号。

## 経歴
沼田藩士で直心影流藤川派の剣術家でもある藤川近徳の次男として江戸に生まれるが、父の近徳が若くして没したため、兄の藤川弥八郎とともに、祖父・藤川近義の高弟であった赤石郡司兵衛より直心影流剣術を学ぶ。
23歳で、既に藩に出仕していた兄とは別に沼田藩に35俵3人扶持で召し出された。
兄の弥八郎は藤川門の三羽烏の一人に挙げられるほどの腕だったが、文政元年（1818年）、弥八郎が病気のため隠居したので、整斎が家督と流儀を継承した。剣術稽古のため諸役は免じられ100石10人扶持となった。
整斎は、剣は心胆を練って有時に備えるのが目的であり、試合の勝ち負けに意味は無いと考えており、試合剣術や長竹刀を使用する風潮には批判的であった。このため、同じ直心影流でも、試合に適した形に改変を加えた男谷信友とは対照的に、整斎は直心影流の古習を墨守した。
また、土井利往・利恒親子から伊勢流武家故実を学んでいる。甲冑研究に熱心で、自邸に甲冑師を雇って製作させ、自らも製作したという。
文久2年（1862年）9月22日没。享年72。喜福寺（東京都文京区本郷5丁目）に葬られる。
弟子に、藤川憲（整斎の子）、酒井良佑、高山峰三郎、小栗忠順、松原佐久などがいる。